# Луї Генго
Луї Ґенґо (фр. Louis Guingot; 3 січня 1864 — 16 грудня 1948) — французький монументальний живописець і засновник Школи Нансі (Нансійська школа). Під час Першої світової війни він став першим французьким камуфлером, його вважають винахідником військового камуфляжу для французької армії. У 1914 році він створив прототип камуфльованого однострою для французької армії, який не був затверджений, але пізніше армія використала цю ідею для маскування артилерійських гармат.

## Біографія
Луї Генго народився в Ремірмонті 3 січня 1864 року в Лотарингії. Він вивчав мистецтво в Вищій школі красних мистецтв у 1880 році та в Вищій школі декоративних мистецтв у Парижі. Там його помітив П’єр-Віктор Галлан, директор Фабрики гобеленів (Manufacture des Gobelins), який включив його до своєї команди і до 1889 року Генго брав участь в оздобленні Пантеону в Парижі та багатьох будівель і замків у Центральній Європі. Пізніше Театру Вар'єте призначив його на три роки головним декоратором.
У 1892 році він одружився з Марі Ламбер і згодом приєднався до кола художників у Нансі і товаришував з Емілем Галле, художником-модернистом та засновником школи живопису в Нансі разом з Луї Мажореллем у 1901 році. Віллу Генго "La Chaumière" на вулиці д'Оксон у Нансі побудував архітектор Вайсенбургер. Його сад, споруди якого були прикрашені багатьма художниками школи Нансі, в липні 1906 року відвідав зі своїм почтом король Камбоджі Сісават .

## Муралист

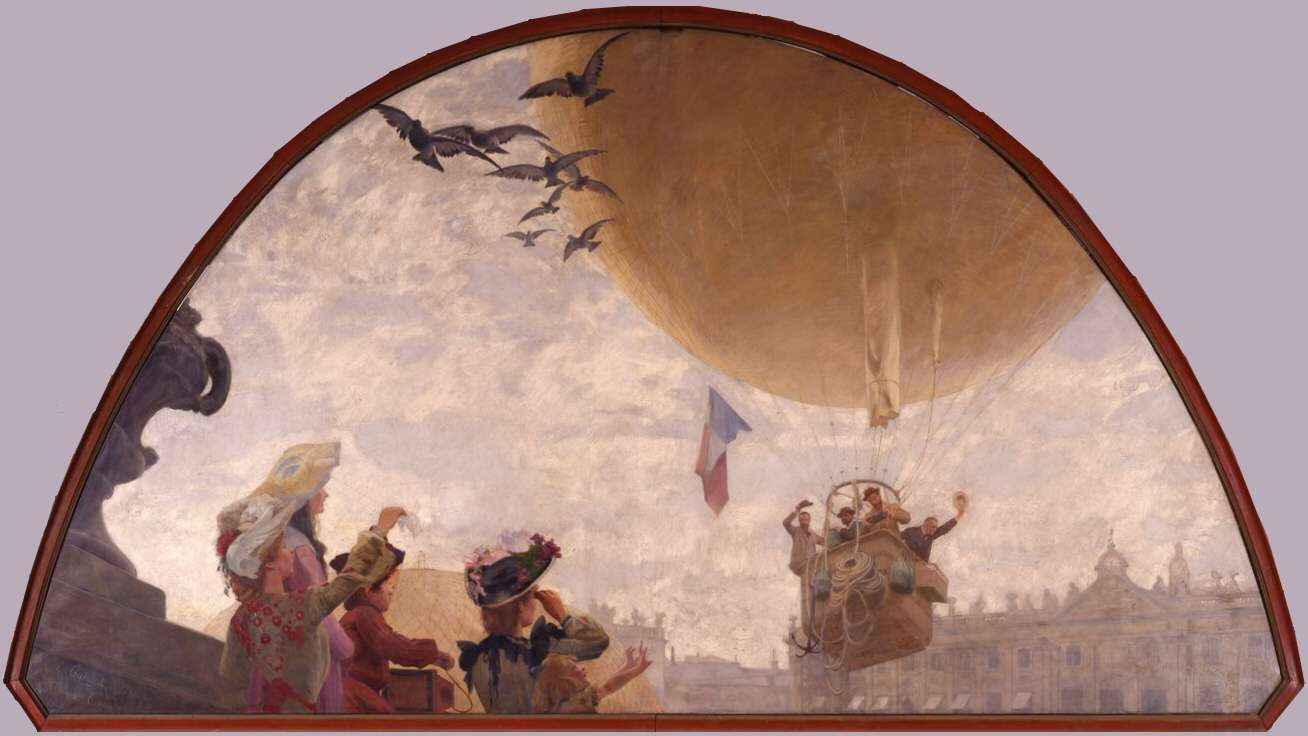
«Політ на повітряній кулі» Луї Генго, 1902 рік. На повітряній кулі знаходяться Генго, художник Еміль Фріан, винахідник Henri Belliéni, а також мер міста Нансі Hippolyte Maringer

Ґенґо брав участь у розписі багатьох громадських і релігійних споруд у його регіоні, таких як театри у Вердені, Люневілі та Бюсанзі. Зокрема, приблизно в 1900 році він написав три фрески в церкві Вобексі. Він працював над оздобленням ресторанів і замків, таких як замок Манонкур-сюр-Сель (Château Colin) у Лотарингії , казино Vittel, брассері Charmes, стеля ратуші Епіналь і фабрика варення в Лівердені.
Він був членом керівного комітету школи Нансі з 1901 року. Його робота була обрана для портика Палацу свят для Міжнародної виставки в Нансі в 1909 році. Серед інших його функцій він був головним декоратором Театру Вар'єте (Théâtre des Variétés) на Монмартрі. Він працював декоратором Народного театру народу в Бюсанзі, був близьким другом Моріса Поттечера та головним декоратором театру Люневіль. Його син Анрі Генго (1897-1952) був куратором Musée d'Épinal і співзасновником Musée de l'Imagerie.

## Камуфлер

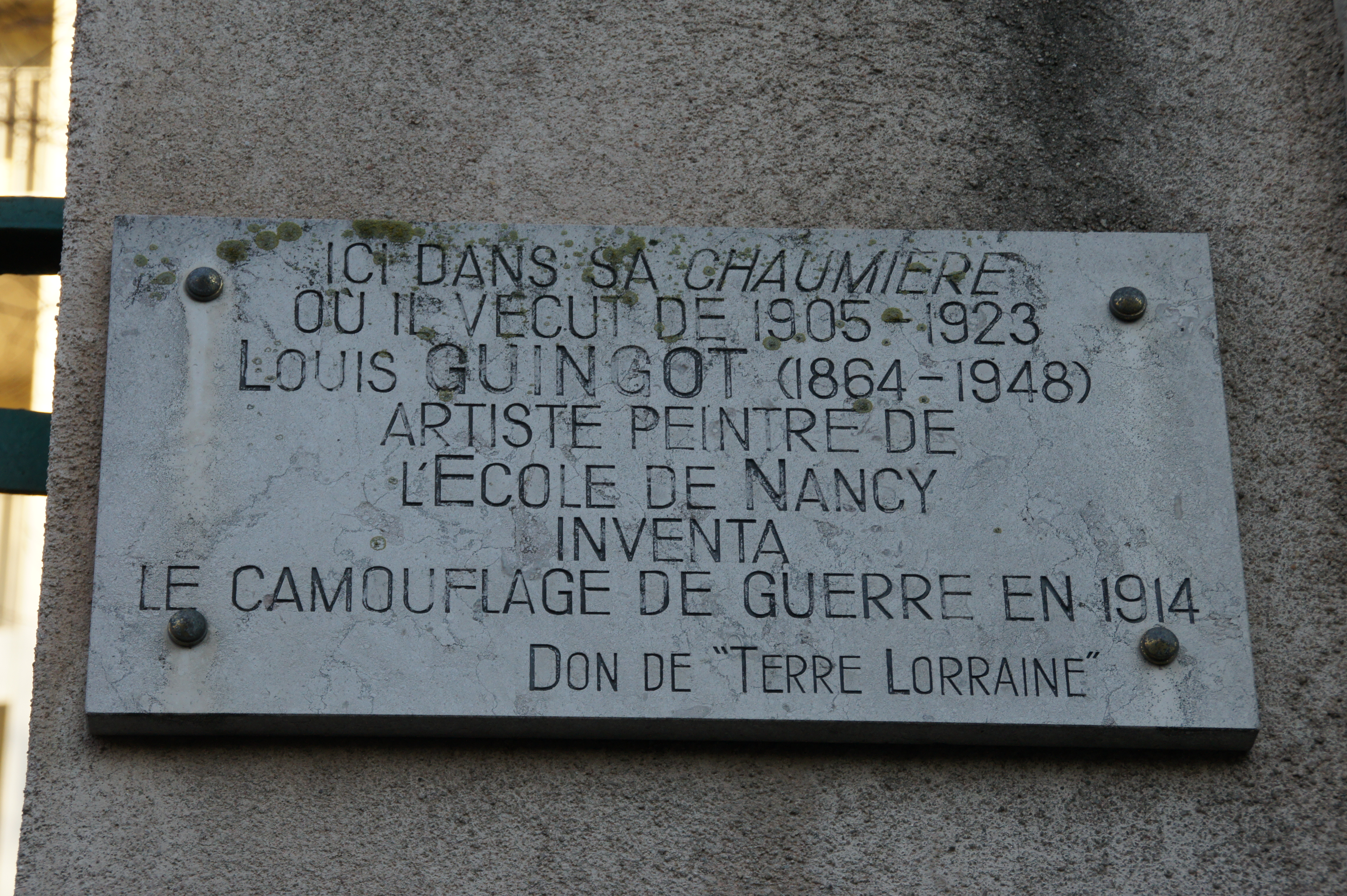
Меморіальна дошка в Нансі на честь Луї Генго, винахідника військового камуфляжа

Ґенго цікавився новими декоративними процесами для тканин і завіс, що спонукало його розробити військовий камуфляж під час Першої світової війни разом із Жаном-Батістом Еженом Корбеном. Він і його син Анрі почали створювати камуфляж для армії у своїй майстерні в Нансі восени 1914 року. Потім він пішов в армію і працював у спеціальному відділі малярів, що спеціалізувався на виробництві цієї тканини. Він був винахідником першого у Франції військового камуфляжу, про що свідчить «леопардовий» костюм. Оригінальний камуфльований китель був подарований музею Лотарингії в Нансі в 1981 році Альбертом Конте, його останнім учнем з 1942 по 1945 роки в Ле-Сен-Крістоф, який отримав його від вдови художника в 1976 році.  Він відправив прототип лляної камуфляжної куртки у французьку армію і запропонував свій винахід. Це було повернуто йому з пізніше втраченим листом із висловленням інтересу, а з правого боку куртки був вирізаний прямокутний шматок тканини. Армія зберегла зразок, але більше ніколи не зв'язувалася з винахідником. Однак його ідею підхопили для маскування гармат. Підрозділ маскування, як він запропонував, із залученням кількох художників, був створений у Домгермені в Мерт і Мозель під керівництвом Гірана де Сева.

## Смерть і спадок
Похований у Букс'єр-о-Дам поблизу Нансі в Лотарингії. Його колишня вілла в Нансі переобладнана під окремі квартири, але її оригінальний фасад зберігся.

## Основні праці
- Камуфляжні матеріали, виставлені в Музеї Лотарингії, Ненсі
- Фрески чотирьох пір року для замку Манонкур-сюр-Сель у Мерт і Мозель
- Фрески на хорах церкви Вобексі в Вогезах
- Картина в Musée français de la brasserie у Сен-Ніколя-де-Пор [18]
- Arbre (Дерево), перша половина 20 ст. Musée départemental d'art ancien et contemporain, Епіналь [19]
- Паравент (Екран), в. 1900 рік. Musée départemental d'art ancien et contemporain, Епіналь [20]

## Зовнішні посилання
- Louis Guingot і камуфляж на ec-lorraine.com
- Життя Луї Ґінґо Альберта Конте на сайті Lay-saint-christophe
- L'invention du camouflage - une enquête passionnante ! - короткометражний фільм про Генго та винайдення камуфляжу (французькою мовою)